# 육군특수전사령부

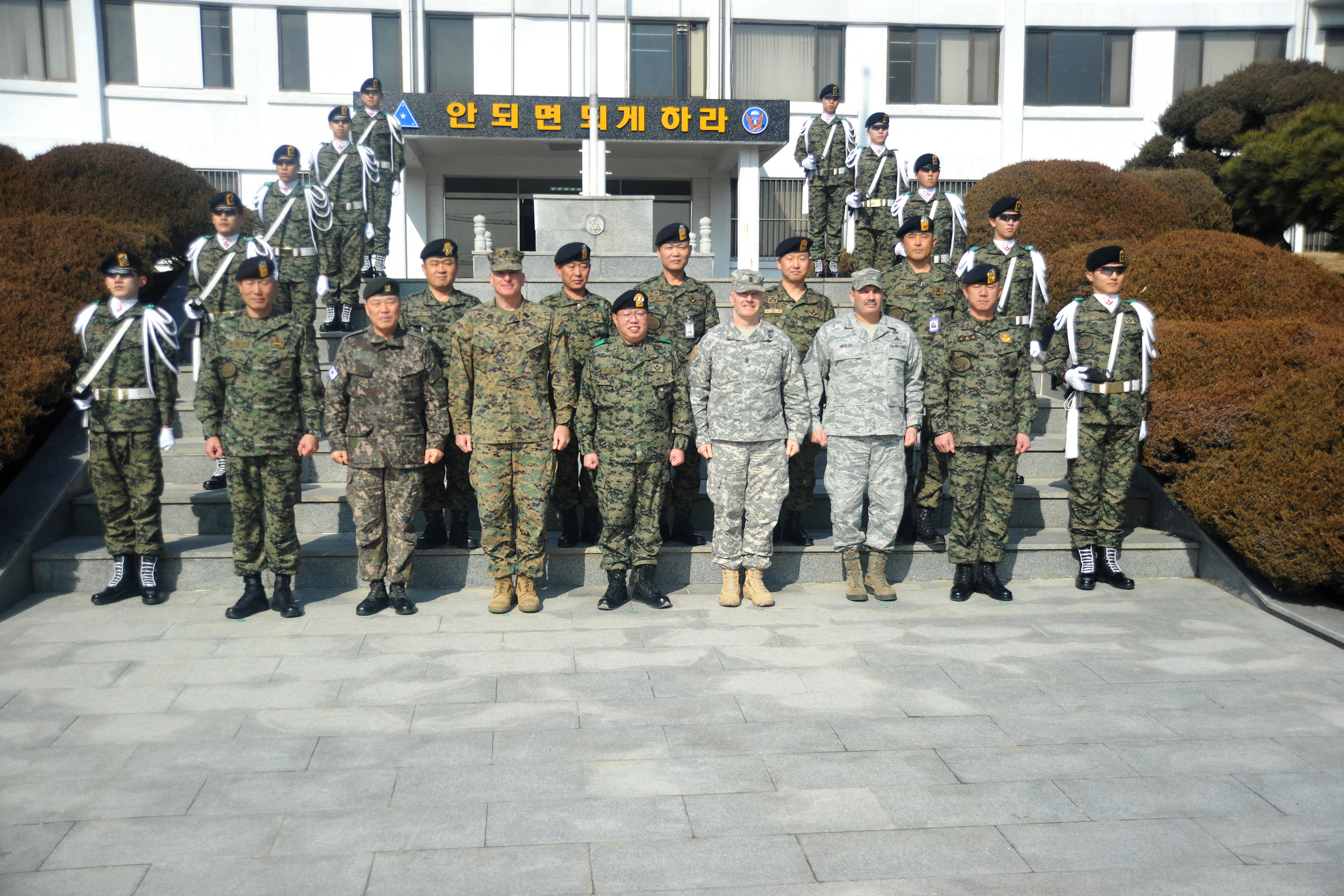
육군특수전사령부 본부

육군특수전사령부(陸軍特殊戰司令部, 영어: Republic of Korea Army Special Warfare Command, ROK-SWC 또는 Republic of Korea Army Special Forces, ROK-SF)는 대한민국 육군의 특수부대로, 흔히 특전사라고 줄여서 부른다. 3성 장군(중장)이 지휘하며, 검은색 베레모를 쓴다.
대한민국 육군에서 특전사령관은 오랜 기간 동안 오직 육군사관학교 출신만이 임명되는 것이 관행이었으나 제28대 사령관인 남영신(학군 23기)을 기점으로 비(非) 육군사관학교 출신자도 사령관으로 보직되기 시작하였으며 제30대 사령관인 소영민 중장 역시 학사 11기로 비육사 출신이다.

## 임무와 표어
유사시 육지, 공중, 바다의 다양한 루트로 적진에 깊숙이 침투하여, 게릴라전, 교란작전, 정찰, 정보수집, 직접타격, 요인암살 및 납치, 인질구출, 주요시설 파괴, 항폭유도, 민사심리전, 비정규전 등 각종 특수작전을 수행하는 임무를 가지고 있다. 구호는 "안되면 되게하라!" ,"사나이 태어나서 한번 죽지 두번 죽나"
유사시에는 게릴라전 용도로 현지 주민을 징병해 휘하 병력으로 사용하기도 하는데 그렇게 될 경우 보직이 다음과 같이 이동한다.
- 팀장 - 중대장
- 부팀장 - 부중대장
- 선임 담당관 - 행정보급관
- 정 담당관 - 소대장
- 부 담당관 -부소대장

전시에는 주한 미군 특수작전사령부과 병합되어 연합 특수전 사령부(영어: Combined Unconventional Warfare Task Force (CUWTF))로서 작전을 수행하게 된다. 그리고 대한민국 특수전사령관은 연합특수전사령부의 사령관으로 지정된다.

## 역사

### 사령부 창설 이전
한국 전쟁 동안 주한 유엔군 유격부대(UNPFK)의 제8240 유격첩보부대(켈로부대와 각종 유격대를 통합한 부대)에서 활약했던 장병들을 소집하고 백문오 대령을 초대 지휘관으로 하여 1958년 4월 1일 제1전투단이 창설되었다.
부대원들은 같은 해 4월 15일부터 일본 오키나와에 주둔 중인 미 육군 그린베레의 제1특전단 교육대에서 공수교육과 특수전 교육을 받았다. 같은 해인 1958년 10월에 제1공수특전단으로 부대명을 개칭했다.
1959년 4월에 "제1조: 특수전을 수행하게 하기 위하여 육군에 육군특수전부대(이하 특전부대라 한다)를 둔다."라고 시작하는 '육군특수전부대령' 이 공식 제정되었다. 이 법령은 이후 특수전사령부가 창설된 다음 해인 1970년에 제정된 '육군특수전사령부령'으로 대체되었다.
1공수특전단은 대한민국 국군의 공수교육과 특수전교육의 본거지였을 뿐 아니라, 1960년대 초부터 한국군 최초로 설상 군작전용 전술스키 훈련을 실시하는 등 여러 가지 훈련 분야에서 '한국군 중 최초'라는 칭호를 가질 정도로 특수전 분야에서 선도적인 역할을 수행해 왔다
. 그리고 여러 타 특수부대들에게도 특전교육단 위탁교육을 통해 각종 훈련을 꾸준히 교육시켜주고 전파시켜주는 역할도 해왔다. 그래서 주로 산악/육상 특수전 분야와 공중침투 분야에서 선도적인 역할을 해온 육군 특전사는, 해상/해중 침투 분야에서 선도적인 역할을 해온 해군 UDT/SEAL과 함께, 한국군 특수전 교육훈련의 양대 메카이자 학교라고도 불린다.
1960년대부터 흑산도 대간첩작전과 울진/삼척지구 대간첩작전, 괴산 연풍리 대간첩작전, 북평지구 대간첩작전, 서귀포 대간첩작전 등 각종 대간첩 작전에 투입되어 무장공비들을 사살하는 수훈을 세웠다.
1 공수특전단 시절인 1960년대에 공수특전단 대원들이 맹호부대와 백마부대에 배속되어 베트남 전쟁에 참전하였고, 맹호와 백마의 사단 공수특전대원으로 활약하며 장거리 정찰임무 등의 특수임무를 수행하였다.
1969년 8월 18일 서울광역시 용산동에서 기존의 1 공수특전단과 동해안경비사령부 예하로 신설된 1, 2 유격여단을 통합하여 육군 특수작전 지휘부대인 특수전사령부가 창설되었다. 이 '특수전사령부'의 준말인 '특전사'라는 약칭 부대명도 이때 생겼다. 이후 1 공수특전단은 1공수특전여단으로 증편되었고, 1, 2 유격여단은 각각 3, 5 공수특전여단으로 개칭되었다.

### 사령부 창설 이후

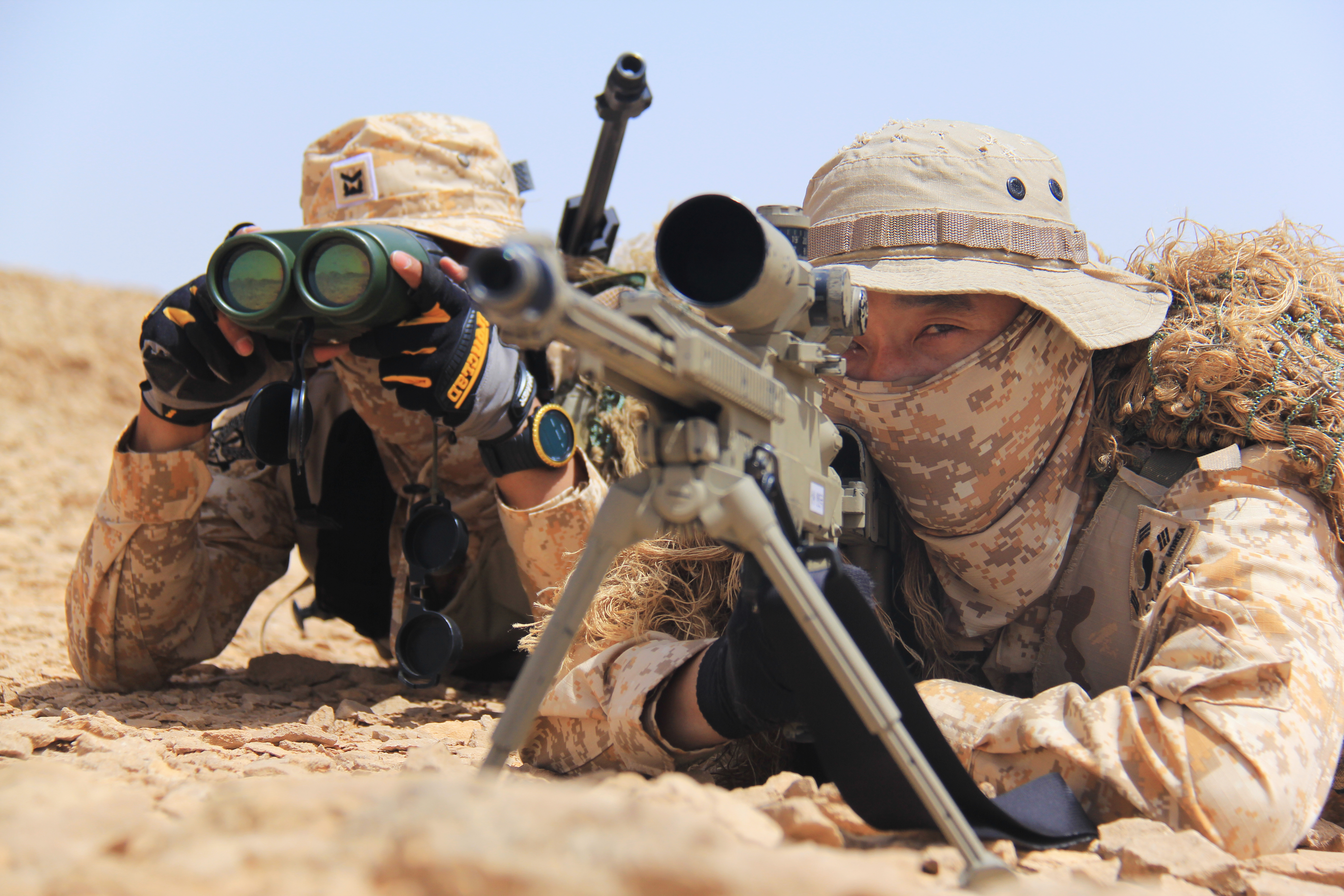
UAE에 파병된 아크부대 특전사 저격수

사령부 창설 이후 독자성이 강화되자 특전사 대원들만으로 구성된 공수지구대가 파월 맹호부대와 파월 백마부대에 별도 편성되었고, 1970년 3월 7일부터 1971년 3월 30일까지는 이 맹호/백마의 공수지구대 소속으로 베트남 전쟁에 파병되었다.
1970년대에는 부대규모의 증편이 이루어졌다. 기존엔 3개 여단이었으나, 1970년대 들어서 다수의 여단들을 추가로 창설하여, 1977년에 마지막으로 제11, 13공수특전여단이 창설됨으로써 총 7개 여단으로 늘어났다.
1976년엔 북측의 판문점 도끼 만행 사건에 대한 보복작전에 투입되기도 하였다.
특전사 예하 여단들이 신군부가 정권 장악을 위해 일으킨 12·12 군사 반란(1979년), 5·17 비상계엄 전국확대 조치 및 5·18 광주 민주화 운동(1980년)에 투입되어 국민들에게 비판을 받기도 했다. 하지만 1980년대 중반을 지나, 86 아시안 게임과 88 서울 올림픽 행사의 경호임무를 성공적으로 수행하였고, 또한 수해와 붕괴사고를 비롯한 각종 재난, 재해에 우선적으로 투입되어 수색, 인명구조, 부상자 치료 및 복구사업에 활약을 하였으며, 그 외에도 한강 수중정화 활동 등 각종 봉사활동에도 적극 참여하며 국민의 부대로서의 특전부대의 위상을 점차 회복하였다.
1996년엔 강릉지역 무장공비 침투사건에 투입되어 공비들을 사살하는 수훈을 세웠다.
1990년대 초반부터 2000년대까지 소말리아, 앙골라, 동티모르, 이라크, 아프가니스탄, 레바논, 아랍에미리트 등으로 평화유지 등 각종 임무를 띤 해외파병에 앞장서서 참여하고 있다. 특히 2010년엔 기존의 제5공수특전여단 흑룡부대를 해외파병 전문부대인 국제 평화 지원단으로 개편하였다.
2016년 7월에 사령부를 서울특별시 송파구에서 경기도 이천시으로 이전하였다. 이천시는 중요한 군부대들이 밀집된 지역으로 특전사령부 이외에도 육군정보학교. 제7기동군단, 국군교도소 등이 이 곳에 있다.

## 선발 및 교육 훈련

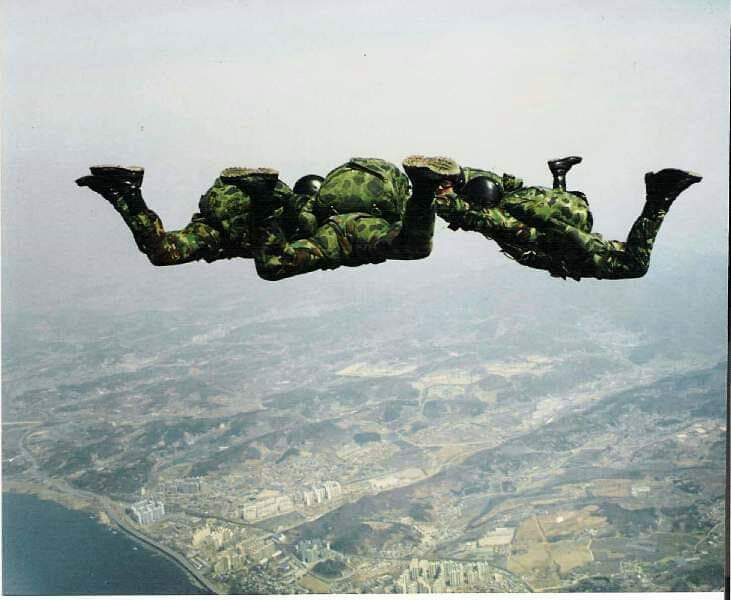
특전부사관 고공강하 훈련

특전병은 자원과 육군 훈련소 등의 신병교육대에서의 차출의 두 가지 방식을 병행하여 선발된다. 특전부사관은 모병에 의해 선발하며, 민간에서 자원한 인원들 중 자격에 적합한 인원을 중심으로 선발되어 특전부사관 과정을 밟게 된다. 이 과정에서 부상으로 훈련을 받을 수 없거나 심의에서 자격이 미달할 경우, 특전교육단에서 퇴교되거나 육군 일반부사관으로 신분이 변경된다. 훈련과정은 총 17주동안 군사기본, 공수기본, 신분화 과정을 받아야 임관을 할 수 있다. 그리고 특전장교는 각종 장교 양성 기관을 통해 임관한 육군 장교들이 자원 혹은 체력 우수자 등의 차출을 통해 특전사에서 근무하며, 일부는 복무중에 특전부사관 중에서 장교로 지원하는 사례도 있다. 다만 대장으로 진급하기 위해서는 소대장부터 군단장까지 모든 지휘보직을 하나도 빠짐없이 다 이수해야 하며 특전사에서도 복무해야 하기 때문에 대장으로 진급한 장성들의 이력을 보면 대부분 소령 시절에 특전사에서 복무했다.
군복무를 마치고 전역한 특전사 병 및 부사관, 준사관은 각 지역의 특전 예비군에 편입된다. 국군의 경우 국직 특수전사령부는 커녕 특수전 병과가 따로 존재하지 않기에 따로 병과 분류하지 않고 일반 보병 장교로 분류된다.
특전사 장교는 다음과 같다.
소위의 경우 보병 병과를 받은 후보생 중에서 특전사를 지원하는 인원에 한정되어 배치되며 지원, 중립, 거절 중에서 지원을 선택한 인원을 우선 선발한 뒤 할당된 정원을 채우지 못할 경우 중립에서 차출하며 정보 (병과) 소위~중위들 중에서도 종종 차출한다. 거절을 선택한 후보생은 소위로 임관할 때 특전사로 배치되지 않는다. 
대위의 경우 2가지 종류이다. 소위나 중위 시절부터 특전사에서 복무한 인원이나 군 가산복무 지원금 지급 대상자 출신으로 1차 및 2차 중대장을 완료한 이후 참모 보직 대신 3차 중대장을 하게 되는 인원이 있는데 이 때 향토사단, 동원사단이나 특전사 중 하나를 선택하게 된다.
소령 이후에는 주로 야전 출신이 많고, 지휘보직이 없을 때 많이 복무하는데 그 이유가 특전부사관의 의무복무기간동안 특전사에서 복무해야 대장에 진급할 자격이 주어지기 때문이다. 이는 국군의 후진적 체계로 인해 장교들 사이에서는 특전사에서의 복무를 서로 꺼리기 때문이며 대표적으로 전인범 장군은 특전사 복무기간을 채우지 못하는 바람에 남은 특전사 복무기간을 채우기 위해 중장으로 진급하면서 특전사령관으로 부임했다. 이로 인해 야전 출신의 특수전 경력이 없는 자들이 소령 시기에 지역대장으로 와 보병부대식으로 특전사를 운영해 수많은 제도적 병폐를 낳는 원인으로 자주 지목되고 있다.
사령관의 경우 기존에는 육군사관학교 출신만 보직되었다. 하지만 문재인 정부에서 학군사관 출신인 남영신을 사령관으로 보직시키면서 이 암묵의 룰은 깨지게 되었다. 이후 학사사관 출신의 소영민 장군이 사령관으로 보직되어 다시 비(非) 육군사관학교 출신 사령관이 보직되었다. 이제 육군3사관학교와 간부사관 출신을 사령관으로 배치하면 모든 출신이 골고루 사령관으로 배치되게 된다. 또한 사령관은 김대중 정부로부터 현재까지 매 정권마다 대장으로 진급하는 사령관이 나올 정도로 극요직이다. 
심지어 문재인 정부 부터는 이 사령관 보직에 왕세자 성격이 생겼는데, 문재인은 남영신(학군 23기)을, 윤석열은 손식(육사 47기)을 육군특수전사령관을 거쳐서 최대한 빨리 대장으로 진급시켰으며 특히 손식의 경우는, 중장으로서 담당한 보직이 육군특수전사령관 딱 1개뿐임에도 고속으로 대장에 진급했다. 사령관 역시 출신이나 라인과 같은 정치적 요인으로 대부분 결정되기에, 소령급 지역대장과 마찬가지로 대다수의 사령관들은 위관급 시절 작전팀 출신 인원은 없다시피하며, 이는 대다수 영관급~사령관이 작전팀 출신인 해외 특수전에 비해 국군 특수부대가 매우 뒤쳐지는 사실을 편제적으로 잘 보여준다.

## 조직
특전사령부의 부대단위는 군단이며 특전사령관 역시 보직분류상 군단장으로 분류된다. 현재 예하 부대로 6개의 공수 특전 여단과 1개의 국제평화지원단이 있고 이들 예하 부대들의 부대장은 준장이 맡는다. 각 여단은 4개의 대대와 3개의 직할대(시설대, 통신대, 본부대)로 구성되어 있으며, 다시 각 대대는 소령이 지휘하는 3개의 지역대 단위로 나뉜다. 지역대는 각 인원이 약 12명 정도인 5개의 중대로 구성되어 있다. 특전사에선 중대를 팀이라고도 부른다. 특전사의 각 여단에는 여단 직할로 대대급 부대인 시설대가 존재하는데 시설대의 경우 부대 건물 관리 및 경비가 주 임무이다. 주로 천리행군이나 해외파병 등 영외임무를 수행할 때 시설대가 주둔지에 남아서 주둔지 관리를 한다. 이 때문에 시설대는 공수훈련에는 참가하지만 천리행군에는 불참한다. 시설대는 대대급 부대임에도 불구하고 전체적으로 계급은 낮으며 시설대장이 공병 병과 소위 보직이며 주임원사가 작전과장을 겸한다. 또한 시설대에는 2개 중대와 6개 소대가 존재하는데 휘하 중대장이 상사 보직이며 소대장이 중사 보직이다.

### 편성
- 사령부 본부 "사자"; 1969년 8월 18일 창설
- 제1공수특전여단 "독수리"; 1958년 4월 1일 창설
  - 제1, 2, 3, 5특전대대
- 제3공수특전여단 "비호"; 1969년 1월 1일 창설
  - 제11, 12, 13, 15특전대대
- 제7공수특전여단 "천마"; 1974년 10월 1일 창설
  - 제31, 32, 33, 35특전대대
- 제9공수특전여단 "귀성"; 1974년 10월 1일 창설
  - 제51, 52, 53, 55특전대대
- 특수작전항공단 "독수리";
- 제11공수특전여단 "황금박쥐"; 1977년 7월 1일 창설
  - 제61, 62, 63, 65특전대대
- 제13특수임무여단 "흑표"; 1977년 7월 1일 창설
  - 제71, 72, 73, 75특전대대
- 국제평화지원단 "온누리"[fn 2]
  - 제21, 22, 23, 25특전대대
- 제707특수임무단 "백호"
- 특수전학교

## 장비
- 권총
  - 베레타 92SB
  - 베레타 92FS
  - 글록 17
  - 글록 26
  - 베레타 PX4
  - K5 권총
  - M1911 권총
  - 코너샷
- 기관단총
  - H&K MP5A5
  - H&K MP5K
  - H&K MP5SD3
  - B&T MP9
  - K1 기관단총
  - K7 소음기관단총
  - TDI 벡터
- 자동소총
  - K2 소총
  - K2C1
  - FN SCAR-L Mk 16
- 저격소총
  - AI AW .338
  - 슈타이어 SSG-69
  - 애큐러시 인터내셔널 AW50
  - M110 SASS
- 기관총
  - K3 기관총 (단축형)

## 해외의 경우

### 미국
미국의 육군특수전사령부인 그린베레는 무조건 일반 정규군 야전에서 경력을 쌓고 와야하며, 복무 경력이 짧은 사람은 복무하지 않게 되어 있기 때문에 전원이 군생활 최소 3년차 이상이다. 병사는 상병~병장 이상부터, 장교는 대위부터 복무하는 것이 원칙이다. 그린베레의 팀 편제는 다음과 같다.
- 그린베레 정규 요원

- 팀장(18A): 대위, 팀 내에 존재하는 유일한 장교이자 경력으로 따지면 최고 막내이다.
- 부팀장(180A): 준위, 사실상 팀의 리더이다. 주로 2호 준위장 이상이 배치되는데, 2호 준위장 이상은 장교 인원이기에 대위와 위상이나 권한도 같다.
- 화기 담당관(18B): 중사
- 공병 담당관(18C): 중사
- 의무 담당관(18D): 중사
- 통신 담당관(18E): 중사
- 정보 담당관(18F): 중사
- 작전 담당관(18Z): 상사

- 그린베레 후보생

- 담당관 후보생(18X): 병장, 정식 팀원은 아니며 민간에서 바로 지원한 후보생들을 의미한다. 당연하게도 원래 야전 베테랑을 뽑는 그린베레의 취지에 맞게 수년간 특수전 훈련소에서 훈련만 받다가 하사로 진급하고 나서야 각자 군사 특기를 받아 팀에 배치받고 정식 팀원이 된다.

## 같이 보기
- 대한민국 국군 특수부대
  - 해군특수전전단
- 주한 미군 특수작전사령부
- 미국 육군 특전부대

## 참고

### 내용주
1. ↑  대한민국 국군에서 소위 및 중위가 담당하는 보직 중 가장 휘하병력이 많은 보직이다.
2. ↑  1969년 2월 17일, 제5공수특전여단 "흑룡"으로 창설; 2000년 6월 1일 특수임무단으로 개편, 2010년 7월 1일 국평단으로 개편됨.

### 인용
1. ↑  육군특전사 창설 60주년 새 비전·전략 공개
2. ↑  “이창건 前켈로부대기획참모 인터뷰”. 프레시안. 2006년 1월 14일. 2011년 3월 19일에 확인함.
3. ↑  “'밥퍼' 최일도 목사, 부친 훈장 특전사에 기증”. 세계일보. 2014년 3월 31일. 2014년 4월 3일에 확인함.
4. ↑  “6·25전쟁 숨은 영웅 켈로부대원 한국군 특전사 창설에도 큰 공헌”. 세계일보. 2014년 3월 3일. 2014년 3월 5일에 확인함.
5. ↑  육군특수전부대령 국가법령정보센터
6. ↑  육군특수전사령부령 국가법령정보센터
7. ↑  “육군특전사 독수리부대 (건군 63주년 영광의 대통령 표창 부대)”. 국방일보. 2011년 10월 1일. 2017년 11월 7일에 원본 문서에서 보존된 문서. 2011년 11월 8일에 확인함.
8. ↑  “육군특전사 독수리부대”. 국방일보. 2011년 10월 11일. 2013년 8월 8일에 확인함.
9. ↑  “베트남전쟁시 한국군의 해·공군 및 특수작전”. 국방일보. 2011년 3월 8일. 2018년 3월 8일에 원본 문서에서 보존된 문서. 2012년 3월 16일에 확인함.
10. ↑  이상국 (2009년 8월 24일). “북한의 판문점 ‘도끼 살해’ 만행 … 박정희 “미친 개엔 몽둥이” 분노”. 중앙일보. 2012년 3월 16일에 확인함.
11. ↑  “한강환경청, 팔당대교~잠실 수중 정화활동”. 시티뉴스. 2011년 9월 26일. 2012년 3월 16일에 확인함.
12. ↑  “파병전담부대(국제평화지원단) 창설”. 공감코리아. 2010년 7월 2일. 2012년 3월 16일에 확인함.
13. ↑  “육군 특전사 '이천시대' 개막…부대이전 기념행사]”. 연합뉴스. 2016년 8월 2일.
14. ↑  2023년 하반기 대장 진급 인사에서 육사 출신은 3명이 대장으로 진급했는데 강신철과 박안수가 육사 46기인 것과는 달리 손식만 육사 47기로 조기 진급했다.